# Јаја (острво)
Јаја (рус. Яя), острво је у архипелагу Новосибирских острва, у близини Столбовој и Белковски острва, откривено 2013. године.

## Историја откривања
Острво је случајно откривено у децембру 2013. током летачке мисије два хеликоптера Ми-26 на том подручју. Александар Матвејев, командант једне од посада је наложио стављање навигационе ознаке ГПС-навигатор С за примјећено острво. Касније је изведено још неколико летова у циљу тражења означеног острва како би се потврдило његово постојање. На питање Матвејева пилотима да одговоре ко је први угледао острво, добио је одговоре: „ја, ја, ја“, па је ово био повод да новооткривено острво добије име Јаја.